# Lødingen
Lødingen é uma comuna da Noruega, com 531 km² de área e 2 386 habitantes (censo de 2004).